# Castelli in aria
Castelli in aria è un film del 1939, diretto da Augusto Genina e tratto dal romanzo Tre giorni in Paradiso di Franz Karl Franchy, adattata per lo schermo da Renato Castellani e Mario Soldati.

## Trama
Un viaggio in prima classe in Italia è il premio di una lotteria austriaca ed è una giovane e bella guardarobiera di un teatro di Vienna a vincerlo. La giovane viennese, Annie, sul treno conosce Riccardo, un povero suonatore di violino che ha avuto modo di vederla, in precedenza, a bordo di un'auto fuori serie e quindi la ritiene una gran signora. Per fare colpo su di lei si presenta come principe e si offre di farle da guida nelle località che il premio offre in tre giorni Venezia, Firenze e Napoli. Tre giorni di sogno in cui nasce l'amore che li conduce alle rivelazioni delle reciproche identità.

## Produzione
Il film fu girato a Cinecittà in doppia versione italiana e tedesca, entrambe dirette da Augusto Genina. La versione italiana fu presentata alla Mostra di Venezia del 1939. La versione tedesca fu intitolata Ins blaue Leben. Sui titoli il nome del costumista Sensani non appare, ma gli è accreditato questo lavoro: probabilmente all'epoca il film non in costume non richiedevano obbligatoriamente che il nome del costumista apparisse nei titoli di testa.

## Critica
- "Stupisce in Genina la fabbricazione di questa specie di opuscolo C.I.T. (Compagnia Italiana Turismo) del tutto impari alla fama del suo autore." (Vice, Il Popolo d'Italia, 25 novembre 1939)
- "Il film di Augusto Genina è tenuto [...] in perfetto volante equilibrio su l'altalena del vero e non vero, fiaba che spontaneamente vive dei suoi astri e delle sue piccole magie in un giuoco continuo di favola illusoria che l'inquadra capricciosamente nell'apparente realtà. Tuttavia c'è in questo giuoco umano di chiusa pena e di speranza consolatrice. Evasi dalle contingenze i due innamorati, presi nel raggiro di due diverse finzioni, vivono intensamente, pur sapendo che tutto è falso, una loro intima e segreta verità che anela al sogno e vuole l'avvenire. E quell'amorosa follia di vivere tre giorni nella luce dei grandi sogni impossibili uscendo dalla pigra monotonia della realtà senza orizzonti [...] è ciò che dà al film [...] il suo senso delicato e commosso da umanità e di poesia." (Lucio D'Ambra, Film, n. 42, 7 ottobre 1939)
- "Non è il migliore film di Genina, su questo tutti d'accordo. È ciò malgrado un film che può piacere? A giudicare dal successo avuto in Germania si può rispondere di sì [..] La favoletta è vissuta con grazia, con fresca ingenuità dalla Harvey; De Sica con quel generoso calore che mette in tutte le sue avventure sentimentali, sempre così avventurose, sempre così sentimentali. Qualche piano di comicità, in contrappunto, qualche trovata, qualche momento sincero [...]" (Alberto Albani Barbieri, La Tribuna, 17 agosto 1939)